# Draba pauciflora
Draba pauciflora — вид трав'янистих рослин родини капустяні (Brassicaceae), який має циркумарктичне поширення у Північній Америці та Євразії. Етимологія: лат. florus — «квітучий», лат. paucus — «мало». Вид легко впізнати за  дуже маленькими й вузькими, червонуватими або брудно-жовтими пелюстками, за вкритими волоссям стеблами й листками, особливо на краю листків і за голими, часто, оливково-зелено-коричневими плодами.

## Опис
Це багаторічні поодинокі трав'янисті рослини. Базальний каудекс густо вкритий залишками листя, поодинчий або розгалужений, утворюючи одну або кілька розеток, формуючи невеликі купини. Кожна розетка потенційно з одним квітковим стеблом без листя. Квіткові стебла прямостійні, дуже короткі на початку цвітіння, до 3 см, але подовжуючись під час і після цвітіння до 5–10 см у тундрі, але залишаються чахлими в полярній пустелі, помірно запушені. Листки чергові, до 10 × 4 мм, цільні, оберненояйцевиді або оберненоланцетні, вершини тупі або підгострі, сірувато-зелені, серединні жилки помірно опуклі. Верхня поверхня листа помірно запушена, рідко безволоса; нижня поверхня листа теж запушена; краї листа з густими, довгими волосками до 1.3 мм.
Суцвіття — китиці з 2–6 квітами, короткі спочатку й сильно подовжуються в плодовій стадії. Квітконіжки 1.5–4 мм, з волосками. Квіти радіально симетричні з 4 вільними чашолистками і пелюстками. Чашолистки до 2.3 × 1.5 мм, яйцеподібні, сірувато-зелені, часто з відтінком червоного або фіолетового кольору і з дуже чіткими білими краями. Пелюстки дуже маленькі й вузькі, блідо-жовті, 2–3 × 0.6–1.3 мм. Плоди — стручки до 10 × 5 мм, оберненояйцеподібні, оливково-зелені, голі або з рідкісними волосками. Насіння 6–9 в кожній комірці, до 1.5 × 1 мм, середнього коричневого забарвлення. 2n = 32 (4x).

## Відтворення
Статеве розмноження насінням; немає вегетативного розмноження. Квіти не пристосовані до запилення комахами; ймовірно, майже виключно самозапильні. Немає спеціального пристосування до поширення насіння.

## Поширення
Північна Америка (Ґренландія, Північна Канада, Аляска — США), Євразія (Фарерські острови, Північна Норвегія [вкл. Шпіцберген], Північна Росія).
Зазвичай росте в густо зарослих вологих пустищах і тундрі, на болоті, вологій полярній пустелі. Пов'язаний з дрібними субстратами з реакцією ґрунту (рН) від дуже кислої до основної, як правило, з хорошим захистом снігу в зимовий період.